# عبد العزيز أحمد شلال
عبد العزيز أحمد شلال (مواليد 7 يوليو 1995) لاعب كرة قدم بحريني يلعب حاليا لصالح نادي الدرجة الأولى النجمة البحريني في خط الوسط من 2013.

## منتخب البحرين
شارك عبد العزيز مع منتخب البحرين الأولمبي.